# Сборная Черногории по шахматам
Сборная Черногории по шахматам представляет Черногорию на международных шахматных турнирах. Контроль и организацию осуществляет шахматная федерация Черногории. Наивысший рейтинг сборной — 2522 (2008).

## Международные турниры
| Шахматная олимпиада | Шахматная олимпиада | Шахматная олимпиада |
| Год                 | Город               | Место               |
| ------------------- | ------------------- | ------------------- |
| 2008                | Дрезден             | 26 место            |
| 2010                | Ханты-Мансийск      | 42 место            |
| 2012                | Стамбул             | 88 место            |
| 2014                | Тромсё              |                     |
| 2016                | Баку                |                     |

| Командный чемпионат Европы | Командный чемпионат Европы | Командный чемпионат Европы |
| Год                        | Город                      | Место                      |
| -------------------------- | -------------------------- | -------------------------- |
| 2007                       | Ираклион                   | 24 место                   |
| 2009                       | Нови-Сад                   | 33 место                   |
| 2011                       | Порто Каррас               | 25 место                   |
| 2015                       | Рейкьявик                  | 27 место                   |
| 2017                       | Крит                       | 32 место                   |
| 2019                       | Батуми                     | 30 место                   |

## Статистика
| Турнир                     | Участий | Годы      | Лучший результат |
| -------------------------- | ------- | --------- | ---------------- |
| Шахматная олимпиада        | 3       | 2008—2012 | 26 место (2008)  |
| Командный чемпионат Европы | 3       | 2007—2011 | 24 место (2007)  |

## Состав сборной

### Игроки
За сборную Черногории выступали 6 шахматистов: 
Драгиша Благоевич,
Милан Драшко,
Никола Дукич,
Божидар Иванович,
Блажо Калезич,
Драган Косич.

### Состав сборной 2012
| Доска              | Шахматист          | Рейтинг |
| ------------------ | ------------------ | ------- |
| 1-я                | Никола Дукич       | 2523    |
| 2-я                | Драгиша Благоевич  | 2514    |
| 3-я                | Милан Драшко       | 2479    |
| 4-я                | Драган Косич       | 2526    |
| резервная          | Блажо Калезич      | 2438    |
| Сборная Черногории | Сборная Черногории | 2511    |

### Гвардейцы
Драгиша Благоевич, Милан Драшко, Никола Дукич и Драган Косич отыграли на всех 6 турнирах сборной.

### Трансферы
Божидар Иванович ранее играл за сборную Югославии.

## Достижения

### Индивидуальный зачёт
На шахматной олимпиаде 2008 года Драгиша Благоевич, выступая на четвёртой доске, стал первым в личном зачёте.